# Гельвин
Гельви́н (англ. helvite, нем. helvin) — минерал подкласса каркасных силикатов с химической формулой Mn4(Be3Si3O12)S
Гельвин — один из шести самых распространённых бериллиевых минералов, содержание оксида бериллия в минералах этой группы составляет от 8 до 15,5 %. Кристаллическая структура похожа на структуру содалита, кристаллизуется в кубической сингонии. Твёрдость по минералогической шкале 6—6,5, плотность 3,28—3,45 г/см³.
Цвет жёлтый, серовато-жёлтый, жёлто-зелёный, коричневый. Встречается в пегматитах, грейзенах, магнетит-флюоритовых скарнах, гидротермальных кварцевых жилах. Гельвин — руда для извлечения бериллия.

## Структура и морфология
Сингония кубическая, гексатетраэдрический вид симметрии. Кристаллическая структура гельвина аналогична структуре содалита.
Встречается в виде тетраэдрических кристаллов характерного облика, зернистых масс или шарообразных скоплений, массивных агрегатов сферической формы.
Встречается в магматических породах (сиенитах, агпаитовых сиенитах, гранитах); в гранитных пегматитах. Распространен в контактово-метасоматических месторождениях: в флюорит-магнетитовых и гранат-везувиановых скарнах, в обычных и наложенных на известковые скарны грейзенах. Встречается в гидротермальных средне- и низкотемпературных месторождениях: молибденит-вольфрамитовых и сульфидных (Cu,Pb,Zn,Fe) кварцевых жилах. Отмечен в метаморфических породах - гондитах.